# Triple retrato de orfebre
El Triple retrato de orfebre es una pintura al óleo sobre lienzo de 52,1 x 79,1 cm de Lorenzo Lotto, de 1530 aproximadamente y conservado en el Kunsthistorisches Museum de Viena.

## Historia
La obra fue atribuida en el pasado a varios artistas, entre ellos Tiziano, hasta que se reconstruyeron las huellas documentales, gracias también a la singularidad del retrato que permitió reconocerlo en los antiguos inventarios. Se descubrió así que el lienzo se encontraba en 1627 en las colecciones de Vincente II Gonzaga, compradas luego, las piezas más valiosas, por Carlos I de Inglaterra. Con la ejecución del soberano inglés sus colecciones fueron subastadas y el triple retrato fue comprado por Felipe IV de España, pasando posteriormente por herencia a las colecciones imperiales austríacas, siendo registrado en Viena al menos desde 1733.

## Descripción y estilo
Sobre un fondo neutro, compuesto por una pared gris y una cortina verde apartada, el mismo sujeto, enmarcado de medio cuerpo, aparece retratado en tres poses: de perfil, de frente y de tres cuartos girado de espaldas, según una iconografía ya existente en el arte medieval que se usaba para demostrar el virtuosismo del artista y, en este caso, las posibilidades de la pintura de ofrecer múltiples vistas dentro del debate sobre la "comparación de las artes". Al parecer también Leonardo da Vinci ejecutó un triple retrato perdido de César Borgia; la propia obra de Lotto inspiró el de Carlos I de van Dyck.
El hombre, de cabellos rizados negros y barba castaña, está vestido sobriamente de oscuro y luce un anillo en la mano izquierda. En el retrato central sostiene en la mano también un pequeño objeto, escasamente legible antes de la restauración, que se había interpretado como un billete de lotería (lotto), una alusión por tanto al apellido del pintor que habría pintado un autorretrato. Después de la limpieza y restauración para la exposición de 1953 se descubrió en cambio que no era una cartulina, sino una caja de anillos, por tanto una referencia al trabajo de orfebre.
Estudios posteriores relacionaron entonces al retratado con el orfebre Bartolomeo Carpan, citado en el Libro de gastos diversos de Lotto a partir de 1538 y con el que mantenía una relación de amistad: de ser así, también la forma del retrato, con los "tres rostros" (tre visi), podría ser un juego de palabras visual que remitiría al nombre de su ciudad de origen, "Treviso".